# Ignacio Mejía
Ignacio Luis Antonio Mejía Fernández de Arteaga (Zimatlán de Álvarez, Oaxaca, 1 de septiembre de 1814-Teotitlán del Valle, Oaxaca, 2 de diciembre de 1906) fue un militar y político mexicano que participó en la Intervención estadounidense en México, en la Guerra de Reforma, en la Segunda intervención francesa en México y otras guerras civiles que se desarrollaron en México durante el siglo XIX.

## Estudios e intervención estadounidense
Fue bautizado 3 días después de su nacimiento en la Iglesia de San Lorenzo. Fue el mayor de los 3 hijos de don Manuel Cristóbal Mejía Herrera y de doña María Eduviges Fernández de Arteaga Vivas. Realizó sus estudios en el Seminario Conciliar y en el Instituto de Ciencias y Artes de Oaxaca, de esta forma conoció a Benito Juárez. En 1832 fue secretario del comandante de Armas del Estado de Oaxaca, general Isidro Reyes, ascendió a capitán de granaderos de la Guardia Nacional del estado.  En 1846 fue diputado local, durante la intervención estadounidense se alistó en el ejército y a principios de 1847 participó contra la Rebelión de los Polkos.
Al terminar la guerra contra los Estados Unidos fue nombrado gobernador militar de Tehuantepec en donde confrontó a los juchitecos insurrectos. Cuando sometió la rebelión fue nombrado responsable de la Jefatura Política del Distrito del Centro. Fue nombrado gobernador interino de Oaxaca ejerciendo el puesto de agosto de 1852 a enero de 1853.

## Revolución de Ayutla y Guerra de Reforma
Participó durante la Revolución de Ayutla, y cuando Antonio López de Santa Anna abandonó el país, fue el responsable de organizar la Guardia Nacional en el estado de Oaxaca. Durante la presidencia de Ignacio Comonfort se le ordenó combatir al gobernador oaxaqueño José María García quien apoyaba al Partido Conservador. Durante la Guerra de Reforma apoyó a los liberales y al gobierno de Juárez. En 1861 enfrentó y derrotó a las tropas de Félix Zuloaga, Leonardo Márquez y Tomás Mejía en Real del Monte. Se le ordenó defender Sotavento y en 1860 fue ascendido a general de brigada.

## Intervención francesa
Durante la Segunda Intervención Francesa en México fue el jefe de la División Oaxaca y participó en la Batalla de Puebla defendiendo la posición del Cerro de Guadalupe. Fue designado gobernador militar de Puebla, ejerciendo el cargo de mayo de 1862 a marzo de 1863. Durante el Sitio de Puebla fue aprehendido y enviado a Francia en donde estuvo prisionero. En julio de 1864 se fugó y regresó a México; en octubre de 1865, se reincorporó a las fuerzas liberales en Paso del Norte.
Fue nombrado general de división y Ministro de Guerra y Marina, por Benito Juárez, ejerció el puesto de 1865 a 1876 continuando abajo el presidente Lerdo de Tejada. Fue el responsable de ordenar el tribunal militar que juzgó y sentenció a Maximiliano I de México, sin embargo se opuso al fusilamiento de Maximiliano y pidió al Presidente Juárez que se conmutara la sentencia de muerte por cadena perpetua. Defendió el gobierno de Juárez durante promovida por el Plan de La Noria.  
Durante la presidencia de Sebastián Lerdo de Tejada su cargo como ministro fue ratificado, aunque decidió no confrontar la Revolución de Tuxtepec. Al término de esta, Porfirio Díaz se convirtió en Presidente de México y Mejía fue desterrado.
Regresó a México en 1880 y se presentó como candidato a la presidencia de la República, perdiendo las elecciones ante Manuel González Flores. Cuando Porfirio Díaz fue reelecto, se retiró del servicio activo en el Ejército Mexicano. Durante algún tiempo vivió en Cuba y en Europa. En 1885 regresó a México y vivió sus últimos años en la Hacienda de Ayotla, en Teotitlán del Camino, Oaxaca.

## Muerte y el extravío de sus restos
Murió el 2 de diciembre de 1906. En un inicio sus restos reposaron en el Panteón Francés de la Piedad, pero en el centenario de su natalicio, sus restos fueron trasladados a la Rotonda de las Personas Ilustres, pero luego de la remodelación del panteón, sus restos se extraviaron y se desconoce su paradero. La familia reclamó al entonces presidente Venustiano Carranza, por lo que este los indemnizó. Lo único que se sabe, es que descansaban al lado derecho del sepulcro de Donato Guerra.

## Legado
En 2024, el autor méxico-estadounidense Brian Kryszewski de Ybarrondo, descendiente directo de Ignacio Mejía, publicó la novela histórica titulada El General: In the Shadow of Giants. La obra, que forma parte de la serie antológica La Patria es Primero, presenta una reconstrucción narrativa de la vida del general Mejía y su rol durante la era de Benito Juárez. También está disponible en su versión adaptada al español como El General: En la Sombra de Gigantes. La novela ha sido reconocida con el International Impact Book Award en la categoría de Ficción Histórica Biográfica.